# 昆明木蓝
昆明木蓝（学名：Indigofera pampaniniana）为豆科木蓝属下的一个种。

## 扩展阅读
維基物種上的相關：昆明木蓝